# Cassegrainov reflektor
Cassegrainov reflektor je dalekozor nazvan po francuskom svećeniku Laurentu Cassegrainu (oko 1629. — 1. rujna 1693.),  koji ga je izumio 1672. Svjetlost odbijena od paraboloidnog objektiva (glavnoga zrcala) pada na otklonsko zrcalo oblika hiperboloida, od kojega se pak odbija tako da prođe kroz otvor glavnog zrcala u žarište. Primjenjuje se u astronomiji i kod fotografskih teleobjektiva.
Najpoznatiji optički teleskop u svemiru je Svemirski teleskop Hubble. Hubbleov svemirski teleskop (po Edwinu Hubbleu) je prvi veliki teleskop na umjetnom satelitu u gotovo kružnoj putanji na visini od 600 kilometara. Konstrukcija sadrži Cassegrainov reflektor s glavnim zrcalom promjera 2,4 metra. Postavljen je 1990., a pogrešno izvedena optika popravljena je 1993. izravno u putanji. S kamerama za snimanje slika u više spektralnih područja s pomoću spektrografa, namijenjen je proučavanju površina planeta, zvijezda, međuzvjezdanoga materijala i galaktika. Dobivaju se slike s velikom moći razlučivanja kutova (0,1") i spektri velike moći razlučivanja.

## Reflektorski teleskop
Reflektorski teleskop je teleskop kojem je objektiv zrcalo (primarno zrcalo), a razlikuju se prema položaju i svojstvima sekundarnog zrcala i ostalih dijelova kojima se svjetlost dovodi u položaj povoljan za gledanje, snimanje (registriranje) ili spektralnu i polarizacijsku analizu svjetlosti. Tako postoje Gregoryjevi, Newtonovi, Cassegrainovi, Nasmythovi, Ritchey-Chrétienovi načini postave. Reflektori su najveći teleskopi jer su zrcala optički i mehanički pogodnija, upotrebljavaju se u infracrvenom, vidljivom i ultraljubičastom području, a na satelitima se koriste i za stvaranje slike rendgenskih izvora. Najveće cjelovito zrcalo promjera je 8 metara, a mozaik-zrcalo sastavljeno od heksagonalnih elemenata promjera je 10 m (Teleskopi Keck na Havajima). Najveći je satelitski teleskop Hubbleov svemirski teleskop, sa zrcalom promjera 2,4 m. Nove generacije teleskopa upotrebljavaju aktivnu optiku (dijelovi tankog ili mozaičnog zrcala pomiču se servo polugama radi podržavanja točnog oblika površine) i takozvanu adaptivnu optiku (optički se prate nehomogenosti u atmosferi pred teleskopom, a njihov se utjecaj u dijelovima sekunde kompenzira malim savitljivim zrcalom postavljenim na put zraka). Svojstva teleskopa znatno se poboljšavaju novim tehnikama detekcije (elektronički uređaj CCD, zapravo poluvodička fotografija) i računalnom obradbom slike, koja također omogućuje automatsko dobivanje podataka. Kombinacija refraktora i reflektora (Schmidtova i Maksutovljeva izvedba) omogućuje konstrukciju s velikim vidnim poljem, što je pogodno za astrografe, a imaju i široku primjenu kao teleobjektivi.